# Gerry Peyton
Gerald "Gerry" Joseph Peyton, född 20 maj 1956 i Birmingham, England, är en före detta fotbollsmålvakt och nuvarande målvaktstränare i Arsenal FC.
Peyton hade en över 600 ligamatcher lång målvaktskarriär inom den engelska fotbollen, mestadels för AFC Bournemouth och Fulham FC. Han har också vunnit 33 landskamper för Irland. Innan han anslöt sig till Arsenal i juli 2003 var han verksam som tränare i bland annat Japan och för AIK i Sverige.